# Dlouhopolsko
Dlouhopolsko település Csehországban, a Nymburki járásban. Dlouhopolsko Kněžičky, Městec Králové, Opočnice, Běrunice és Hradčany településekkel határos. Lakosainak száma 246 fő (2024. január 1.).

## Népesség
A település lakosságának változását az alábbi diagram mutatja:
| Lakosok száma | 301  | 443  | 535  | 405  | 343  | 229  | 226  | 226  | 231  | 246  |
|               | 1869 | 1890 | 1921 | 1950 | 1980 | 2001 | 2017 | 2019 | 2022 | 2024 |